# 静岡市立清水庵原中学校
静岡市立清水庵原中学校（しずおかしりつ しみずいはらちゅうがっこう）は、静岡県静岡市清水区に所在する公立中学校。

## 沿革
- 1947年 - 庵原村立庵原中学校として開校。校章制定。
- 1961年 - 清水市立庵原中学校に改称。
- 1962年 - 校歌制定
- 1967年 - プール完成
- 1983年 - 新館校舎完成
- 1997年 - 体育館完成
- 2003年 - 静岡市立清水庵原中学校に改称。

## 小学校区
- 静岡市立清水庵原小学校